# Roland van Kessel
F.A.P. (Roland) van Kessel (Kessel, 2 april 1970) is een Nederlandse VVD-politicus en bestuurder. Sinds 20 november 2018 is hij burgemeester van  Cranendonck.

## Biografie

### Maatschappelijke loopbaan
Van Kessel volgde laboratoriumonderwijs in de richting klinische chemie en hematologie. Daarna volgde hij diverse bedrijfsopleidingen op het gebied van kwaliteitsmanagement, verandermanagement, leiderschap en communicatie. Na werkzaam geweest te zijn als analist ging hij werken bij bloedbank Sanquin. Daar bekleedde hij diverse functies. Zo was hij vanaf 2005 actief op het gebied van facilitair management en de laatste 2 jaar tot zijn wethouderschap in 2014 als manager.

### Politieke loopbaan
Van Kessel zijn politieke loopbaan begon in 1994 als mede-oprichter van de lokale partij Reëel Alternatief in Kessel. Hij kwam in 1994 namens deze partij terecht als gemeenteraadslid en vanaf 1998 als fractievoorzitter totdat hij in 2002 wethouder werd van Kessel. Vanaf 2006 was hij tevens 1e locoburgemeester. Eind december 2009 kwam er een eind aan zijn wethouderschap toen de gemeente Kessel per 1 januari 2010 opging in de nieuwe gemeente Peel en Maas.
Na de herindelingsverkiezingen ging de partij Reëel Alternatief op in Lokaal Peel en Maas. Deze partij kwam niet in de coalitie terecht van Peel en Maas en Van Kessel vervolgde zijn carrière bij Sanquin. Wel werd hij voorzitter van Lokaal Peel en Maas en bekleedde hij diverse nevenfuncties. Van 2014 tot 2018 was hij namens Lokaal Peel en Maas wethouder van Peel en Maas en 2e locoburgemeester. Sinds 20 november 2018 is hij burgemeester van Cranendonck als opvolger van waarnemend burgemeester Henri de Wijkerslooth de Weerdesteijn.

### Persoonlijk
Van Kessel is geboren en getogen in Kessel en was hier tot juli 2019 ook woonachtig. Sinds juli 2019 is hij woonachtig in Maarheeze. Hij is getrouwd en heeft twee zoons. Daarnaast is hij voorzitter van Stichting Boerebroelof Kessel.